# Gerhard Ochs
Gerhard Ochs (* 1944 in Karlsruhe) ist ein deutscher Schriftsteller.
Ochs studierte Philosophie, Kunstgeschichte sowie politische Wissenschaften an der Ruhr-Universität Bochum und lebt zurzeit in Bremen.

## Werke
- Lebendes. Gedichte. Walltor, Giessen 1977.
- Bis Zur Bestimmung. Gedichte. Walltor, Giessen 1979.
- Der deutsche Krieg. Zwei Erzählungen. Residenz, Salzburg 1990, ISBN 3-7017-0641-7.
- "Auf tausend Lichtnadeln ein Schrei. Gedichte." Dr. Ziethen-Verlag, Oschersleben 1997.
- Wenn die Sonne die Lieblingsfarbe der Kinder hat. Ritter, Klagenfurt 2001, ISBN 3-85415-293-0.
- Ernte 23. Ritter, Klagenfurt 2004, ISBN 3-85415-358-9.
- WiEderSehnen : 92 Kurzgeschichten, Vechta-Langförden, 2019, ISBN 978-3-86685-728-5.
- Keine, nur Vogelseelen : Gedichte, Rotenburg, 2018, ISBN 978-3-95494-148-3.
- Der Blinde hat ein Auge und ist König: Erzählungen, Klever Verlag, Wien, 2020, ISBN 978-3-903110-58-8.